# Punisher (БпЛА)

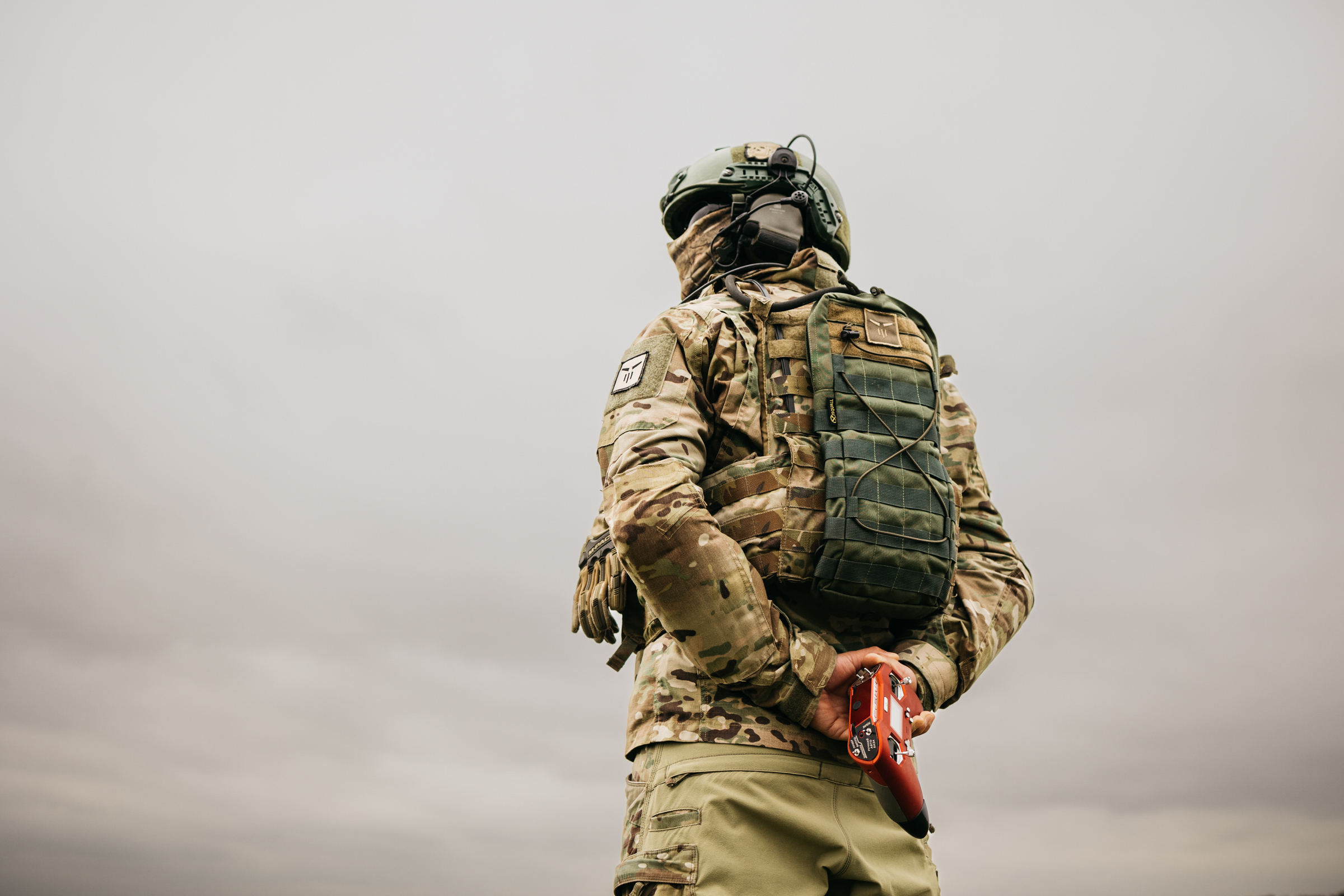
На військовому тренуванні

Punisher - багатофункціональний безпілотний авіаційний комплекс (БпАК), розроблений у 2016 році, в розробці якого брали участь українські ветерани бойових дій.
БпАК Punisher може мати як медично-рятувальне призначення, так і виконувати розвідувальні та бойові завдання в тилу ворога завдяки використанню некерованих ударних контейнерів різної модифікації.

## Опис

### Призначення
Завдання, для виконання яких призначений  БпАК Punisher:
1. Повітряна розвідка
2. Спеціальні операції прямої дії
3. Логістика та підтримка спеціальних операцій
4. Пошук та порятунок
5. Психологічні операціЇ

### Склад комплексу Punisher
- 2 ударно – розвідувальних БПЛА
- 3 комплекти акумуляторів
- Катапульта для запуску БПЛА
- Наземна станція управління Roda Lizard  з додатковим комплектом батарей
- Антена
- Трекбол і антенний кабель, стандартизовані за STANAG
- Балістичний калькулятор
- Набір модульних компонентів
- Транспортні кейси
- Запасні частини
- Ремонтний набір

З метою запобігання витоку критичної інформації, частини прицільно-навігаційного комплексу розділені між дронами та наземною станцією керування і додатково захищені на випадок втрати або захоплення.  

### Характеристики

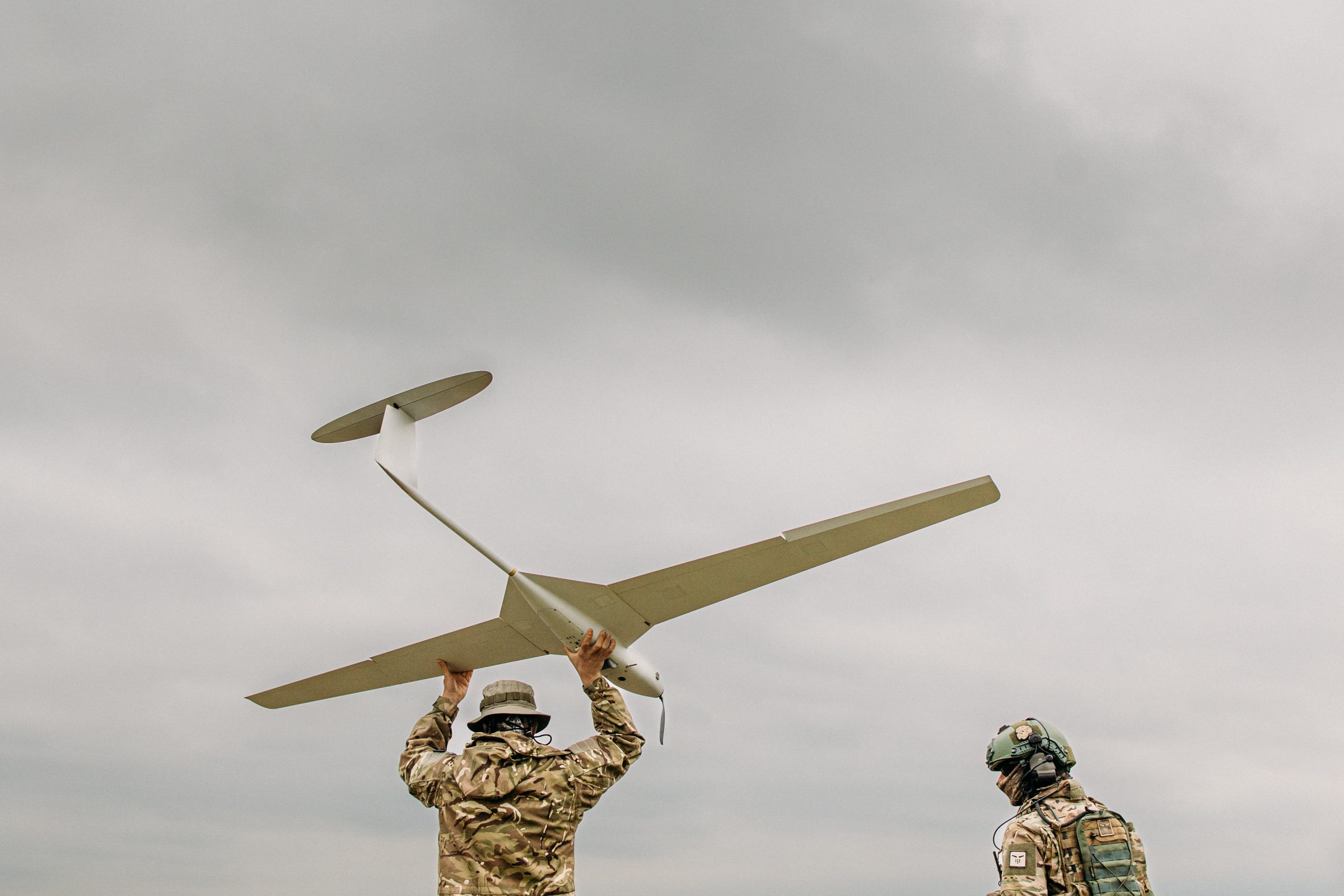
Flight Punisher Drone

| Загальні параметри                        | Загальні параметри                |
| ----------------------------------------- | --------------------------------- |
| Екіпаж                                    | 0 на борту, 3 на наземній станції |
| Довжина                                   | 1.47 м / 4.99 футів               |
| Розмах крил                               | 2.92 м / 9.69 футів               |
| Максимальна злітна маса (MTOW)            | 7.5 кг / 16.85 фунтів             |
| Вантажопідйомність / Корисне навантаження | 2.5 кг / 5.5 фунтів               |
| Експлуатаційні параметри                  |                                   |
| Максимальна швидкість                     | 55 м/с / 107 вузлів               |
| Крейсерська швидкість                     | 28 м/с / 39 вузлів                |
| Робоча висота                             | 400 м / 1312 футів                |
| Дальність польоту                         | 45 км / 28 миль                   |
| Підготовка до старту                      | 10 хв                             |
| Перезаряджання                            | 5 хв                              |
| Точність скидання                         | 4 м / 13 футів                    |
| Радіус зони ефективного ураження          | 50 м / 164 фути                   |

## Озброєння / Бойова частина
БпАК Punisher оснащений запатентованою модульною системою бойового навантаження, яка дозволяє зменшувати вартість виконання місій та збільшувати їх кількість. Боєприпасами використовуються контейнери корисного навантаження 3-х типів:

### UB-F1-75HE GAMECHANGER
вільнопадаюча бомба - FIST1 -75мм уламково-фугасна
- Діаметр 75мм
- Довжина 550 мм
- Вага 2.5 кг

Уламково-фугасна некерована авіабомба, призначена для ураження живої сили супротивника, легкоброньованих цілей, польових командних пунктів, станцій РЛС, РЕБ, РЕР.

### UB-F2-75HEAT NUTCRACKER
вільнопадаюча бомба — FIST2 -75мм кумулятивна
- Діаметр 75мм
- Довжина 550 мм
- Вага 2.5 кг

Кумулятивно-фугасна некерована авіабомба, призначена для ураження важкої техніки супротивника, укріплених командних пунктів, також може застосовуватись проти плавзасобів.

### UB-F3-75HEI BBQ
вільнопадаюча бомба — FIST3 -75мм уламково-фугасна запалювальна
- Діаметр 75мм
- Довжина 550 мм
- Вага 2.5 кг

Уламково-фугасна запалювальна некерована авіабомба, призначена для ураження живої сили супротивника, легкоброньованих цілей, польових командних пунктів, станцій РЛС, РЕБ, РЕР, а також складів з боєприпасами та ПММ.

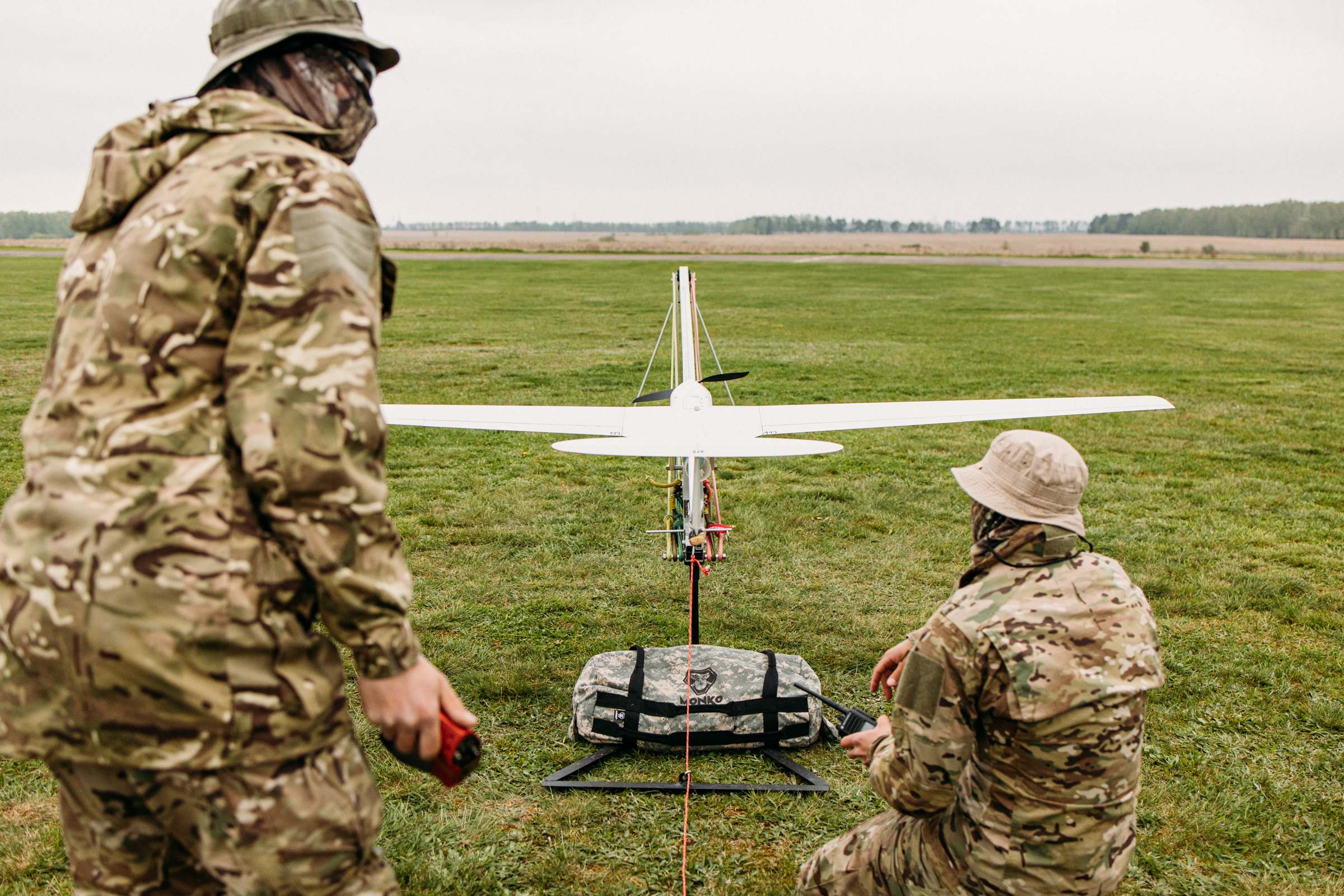
Launch of the Punisher drone

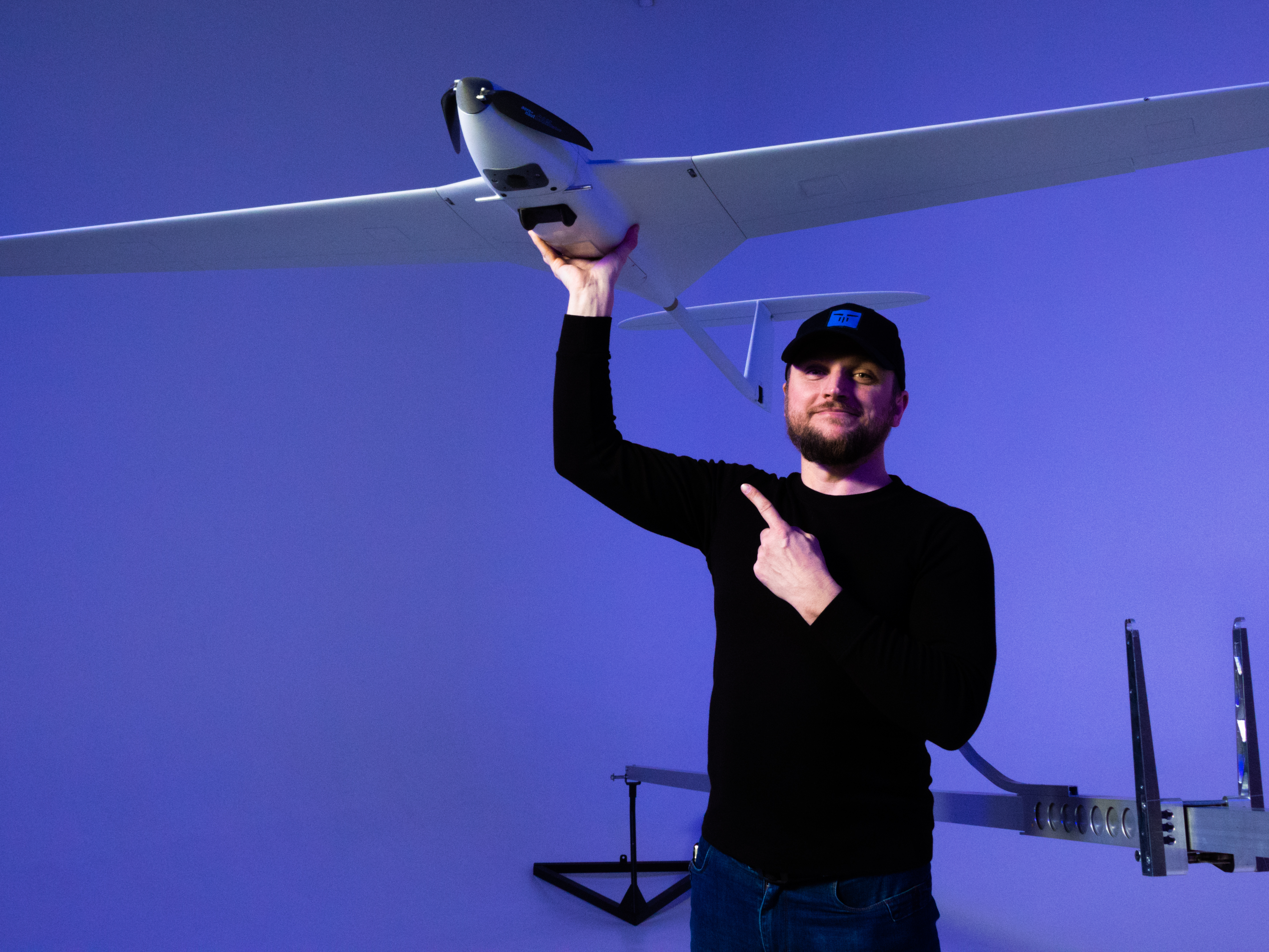
PUNISHER DRONE Maxim Subotin

## Історія
Розробка БпАК Punisher розпочалася у 2015 році задля забезпечення переваги ЗСУ у повітрі в ході російсько-української війни. 
З 2016 року розпочалось серійне виробництво комплексів та навчання екіпажів. За цей час підготовлено більше 100 екіпажів керування БпАК Punisher, більше 230 дронів/комплексів беруть участь у бойових діях.
З 2019 року комплекс постачався до ЗСУ за рахунок коштів благодійників, а також - власних коштів компанії-розробника. 

### Під час повномасштабного вторгнення РФ
Дрон створювався для ураження об'єктів противника. За даними відкритих джерел, з самого початку широкомасштабного вторгнення Росії в Україну Punisher здійснював вдалі вильоти для ураження сил та засобів противника.
У квітні 2022 року успішно пройшов польові випробування і прийнятий на озброєння ССО ЗСУ. У вересні 2022 року було проведено збір коштів (800 000 грн) і після замовлення дрона його відправили на фронт. Дрону дали ім'я «Вінницький месник».
Офіційно контрактується з ЗСУ з 18 серпня 2023 року. 21 грудня того ж року виробником було в повному обсязі виконано зобов’язання по першому контракту на постачання 50 БпЛА.

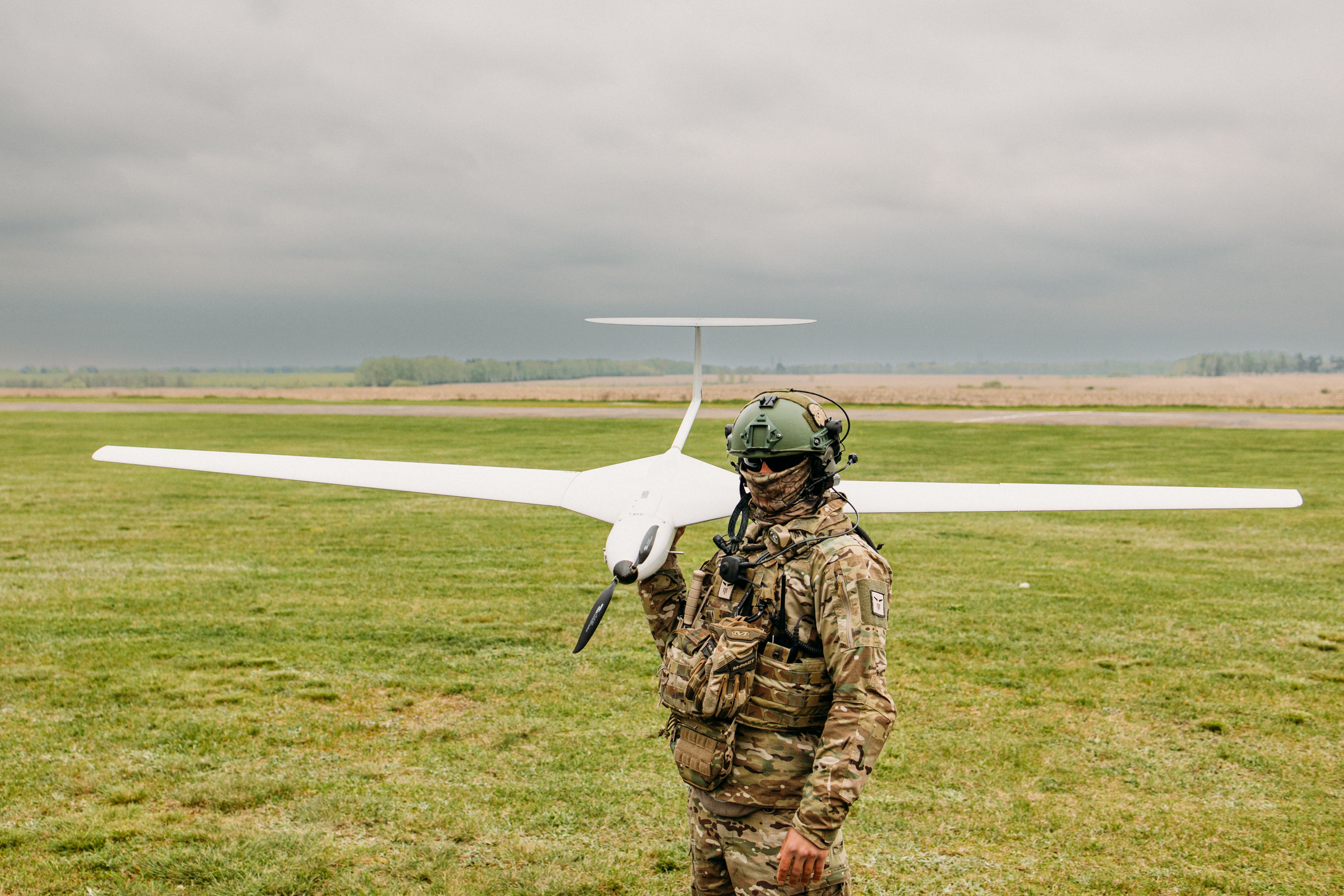
Punisher drone

## Оператори
- Україна: більш як 58 одиниць

Станом на червень 2022 року було виготовлено 8 комплексів БпЛА. Два з яких здійснювали місії у бойових умовах, один використовувався для навчання екіпажів, п'ять готувалися для передачі. Ще 50 БпЛА передані у грудні 2023 року.

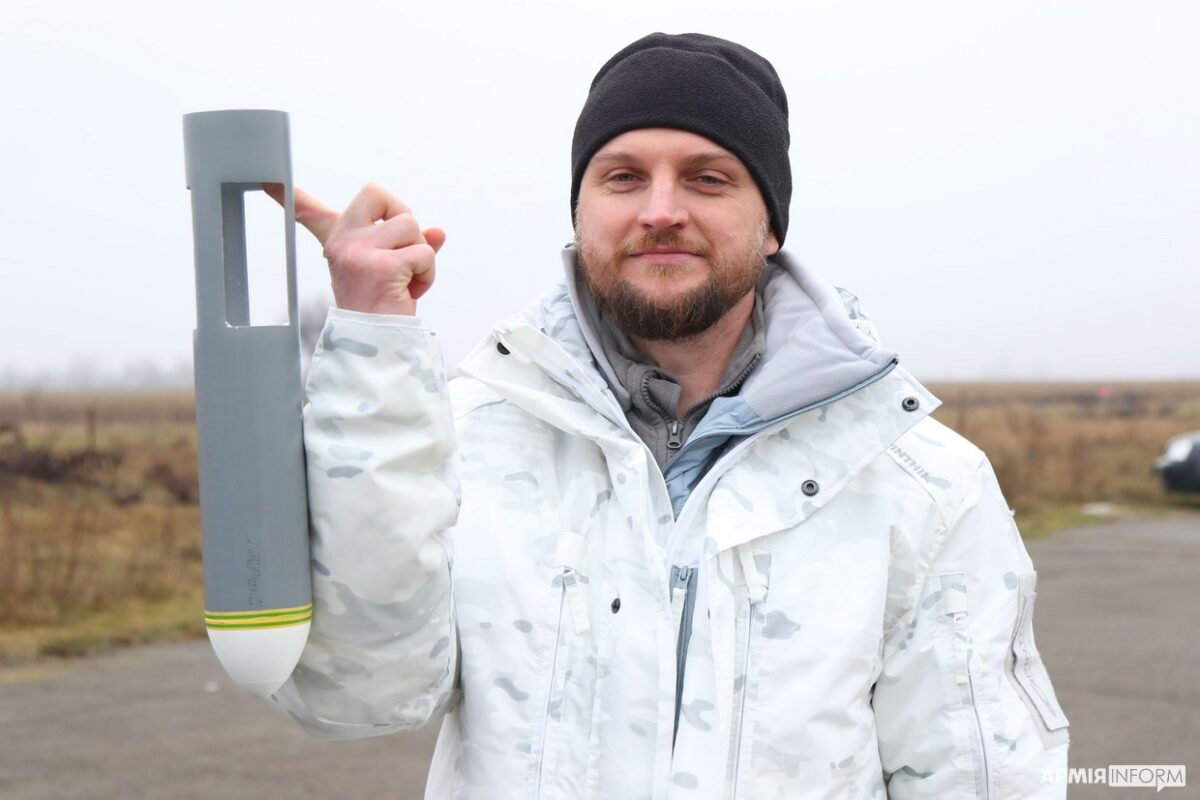
Бомба, що використовується безпілотником